# João Ortigão Peres
João Ortigão Peres CvTE • CvA (Silves, Alcantarilha, 13 de Março de 1872 — Paris, 15 de Março de 1918), foi um militar e político português, adido militar junto da Legação da República Portuguesa em Paris, durante a Primeira Guerra Mundial.

## Biografia
Ortigão Peres é filho de João Gomes Domingues Peres e de sua mulher Mariana Rita de Macedo Ortigão.
A carreira militar de João Ortigão Peres começou aos 16 anos, quando, em 1888, se alistou voluntariamente no Regimento de Caçadores N.º 2. Antes dos 20 anos, já tinha subido à classe de oficiais do Exército. Frequentou o curso da arma de infantaria na Escola Politécnica de Lisboa, tendo sido colocado, em 1897, no Estado Maior de Infantaria.
Ascendeu a Alferes em 1891, a Tenente em 1896, e a Capitão em 1902. A partir de 1908 leccionou também na Escola do Exército, dirigindo, durante alguns anos, o Instituto Profissional dos Pupilos do Exército.
Foi promovido a Major em 30 de Março de 1912. Em 5 de Março de 1915, para fazer frente ao ataque das forças alemãs vindas do Sudoeste Africano Alemão, partiu para a expedição em Luanda como Chefe do Estado Maior do General Pereira d'Eça, novo governador de Angola e comandante das forças expedicionárias, nomeado pelo governo ditatorial de Pimenta de Castro. Nesse ano, foi promovido a Tenente-Coronel.
Republicano Democrático, foi eleito Senador pelo Círculo Eleitoral de Faro em 1915.
Durante a Primeira Guerra Mundial, a 9 de Janeiro de 1917 e até 1918, foi nomeado e exerceu as funções de adido militar em Paris, junto da Legação Militar de Portugal em França. Nesse ano de 1917, foi promovido a Coronel.
Estacionou em Angola e Cabo Verde, onde obteve uma folha de serviços brilhante, sendo condecorado como Cavaleiro da Ordem Militar da Torre e Espada, do Valor, Lealdade e Mérito.

## Condecorações
- Cavaleiro da Ordem Militar da Torre e Espada, do Valor, Lealdade e Mérito de Portugal
- Cavaleiro da Ordem Militar de Avis de Portugal
- Cavaleiro da Ordem Nacional da Legião de Honra (França)
- Cavaleiro da Ordem Real do Dannebrog (Dinamarca)